# Расеборг
Ра́себо́рг (швед. Raseborg) чи Ра́асепо́рі (фін. Raasepori)  — муніципалітет в Фінляндії в провінції Уусімаа.
Утворене 1 січня 2009 у результаті об’єднання міст Каріс (швед. Karis, фін. Karjaa), Екенес (швед. Ekenäs, фін. Tammisaari) так комуни Пог’я (фін. Pohja, швед. Pojo). Центр міста та майже все його керівництво розташоване у місті Екенес. За назву було взяте найменування Расеборзького замку, що знаходиться біля міста Екенес.  
Населення  — 28 746 осіб (2014), площа  — 2,354.17 км², водяне дзеркало  — 1,206.47 км², щільність населення  — 25,05 осіб/км².  
Місто двомовне, шведською розмовляють  — 66,2%, а фінською  — 31%.

## Географія
Розташоване на південно-західній частині провінції Уусімаа. Місто виходить до узбережжя Фінської затоки Балтійського моря.  
Міський муніципалітет межує з містами Ганко, Сало, Лог'я та громадами Кімійонсаарі, Інго, Кар’ялог’я. 

## Пам’ятки
- Расеборзький замок